# Campbell Gullan
Campbell Gullan (Glasgow, 1881 – Nova Iorque, 1 de dezembro de 1939) foi um ator britânico.

## Filmografia selecionada
- Far from the Madding Crowd (1915)
- A Welsh Singer (1916)
- Doorsteps (1916)
- The Right Element (1919)
- A Member of Tattersall's (1919)
- Damaged Goods (1919)
- Her Story (1920)
- At the Mercy of Tiberius (1920)